# アイ・マイ・ミー・マイン・May'n!
OPENREC.tvと株式会社Digital Doubleが企画・制作するアニメ・ゲーム・音楽関連の配信番組枠アニパチの毎週火曜日20時からの番組。

## 概要
本番組のタイトルのアイ・マイ・ミー・マイン・May'nは、May'nをたくさん知ってもらいたいというMay'nだらけな1時間を伝えたいと思いつけたもの。
番組内では、ゲームや雑談、ゲストを招いてトークを行う。
リリース前にはアルバムのタイトルのアイデアを募集したり、キャッチコピーを視聴者から募集を行ったりしている。
有料会員はA席とS席があり、A席はアーカイブが見放題、S席はアーカイブ見放題に加え、Discordにて反省動画とオフショット写真を見ることができる。

## スタッフ
- ディレクター ： 木村圭祐(#1～43回))/松浦まり(#1～)/塩口量平(#44～)/#27 ササキ(ササッフ）
- プロデューサー ： 落合雅也/田中宏幸

## 放送日程
| 放送回 | 年     | 月日     | 内容・ゲスト |
| ------ | ------ | -------- | --- |
| 1      | 2020年 | 12月1日  | トークショー、「一問一答、目指せMay'nマスター」 |
| 2      | 2020年 | 12月8日  | トークショー、「火曜から夜ふかし」 |
| 3      | 2020年 | 12月15日 | トークショー、「手とり！足とり！May'nのお歌講座！」、「問題！May'nについての一問一答！」 |
| 4      | 2020年 | 12月22日 | トークショー、「堀崎さん、私とさらに仲良くなりましょー」 ゲスト：堀崎翔 |
| 5      | 2020年 | 12月29日 | トークショー、前半パート「ここだけのライブ前のメイキング映像公開！」、後半パート「みんなで一緒にライブのアーカイブを見ながらMay'nの副音声を聞こう！May'nが指定した楽曲を見ながら、その時考えていたことや感想などを生で聞けちゃいます！」                                              |
| 6      | 2021年 | 1月12日  | トークショー、「May'nのLet's 書初めコーナー」 ゲスト：相良茉優 |
| 7      | 2021年 | 1月19日  | Fall Guys ゲスト：鈴木このみ |
| 8      | 2021年 | 1月26日  | 雑談、「May'nと相羽あいなのアメと鞭」 ゲスト：相羽あいな |
| 9      | 2021年 | 2月2日   | 雑談、「曜日対抗アニパチ選手権」、「大節分祭」 |
| 10     | 2021年 | 2月11日  | 雑談、「曜日対抗アニパチ選手権」、「May'nの恋のお悩み相談室」、「May'nに言わせたい！名台詞！(バレンタイン版)」 |
| 11     | 2021年 | 2月16日  | 雑談、「曜日対抗アニパチ選手権」、「May'nに言わせたい！名台詞！(バレンタイン版)」 ゲスト：堀崎翔 |
| 12     | 2021年 | 2月23日  | LIVE会場より生配信 ゲスト：May'nダンサーズ(KEN、もみ、MITSU) |
| 13     | 2021年 | 3月2日   | 雑談、「曜日対抗アニパチ選手権」、「雛祭りは乙女の象徴、ときめけアバターゲーム大会」 ゲスト：まさし(パジャマ内裏) |
| 14     | 2021年 | 3月9日   | 雑談、「曜日対抗アニパチ選手権」、「May'nの3月9日サンキューデイ」、「突き進め謎解きトレジャーハンター」 |
| 15     | 2021年 | 3月19日  | 雑談 ゲスト：堀崎翔、安達貴史、早川誠一郎 |
| 16     | 2021年 | 3月23日  | 雑談、「曜日対抗アニパチ選手権」 ゲスト：田中宏幸 |
| 17     | 2021年 | 3月30日  | 雑談、「曜日対抗アニパチ選手権」、「May'n推し事始めます」、「たった今、May'nが考えたプロポーズの言葉を部員に捧ぐよ」 ゲスト：レゴシ |
| 18     | 2021年 | 3月9日   | 雑談 ゲスト：たい焼き土九 |
| 19     | 2021年 | 4月13日  | 雑談、「曜日対抗アニパチ選手権」 ゲスト：田中宏幸 |
| 20     | 2021年 | 4月20日  | 雑談 ゲスト：川口竜也 |
| 21     | 2021年 | 4月25日  | 雑談、「May'n、テーマに沿ってトークをいたす」 |
| 22     | 2021年 | 5月4日   | 雑談、「曜日対抗アニパチ選手権」、「休みだ、パーティーだ、部費で旅行に行ってやる」、「コール収録企画」 |
| 23     | 2021年 | 5月11日  | 雑談、「曜日対抗アニパチ選手権」、「太っ腹の部長の私が部員全員を逃避旅行に連れて行って素敵な夜を満喫させてあげようといった最高なゴールデンナイトコーナー」、「May'n CD特典用写真大公開」、「コール収録企画」                                                                          |
| 24     | 2021年 | 5月18日  | 雑談、「曜日対抗アニパチ選手権」、「コール収録企画」 ゲスト：田中隼人 |
| 25     | 2021年 | 5月25日  | 雑談、「曜日対抗アニパチ選手権」、「アルバム情報解禁コーナー」 ゲスト：May'nダンサーズ(MITSU) |
| 26     | 2021年 | 6月1日   | 雑談、「おめでめいん、16の感謝を込めて」、「May'nディッシュ」、「May'nの新曲解禁聞いてください」 |
| 27     | 2021年 | 6月8日   | 雑談、「曜日対抗アニパチ選手権」、「May'nの新曲解禁聞いてください」 ゲスト：相羽あいな |
| 28     | 2021年 | 6月15日  | 雑談、「曜日対抗アニパチ選手権」、「キューティー！60分プロMay'n」、「新曲解禁早く聞いてください」 |
| 29     | 2021年 | 6月22日  | 雑談、「曜日対抗アニパチ選手権」 ゲスト：田中宏幸 |
| 30     | 2021年 | 6月29日  | 雑談 ゲスト：大石昌良 |
| 31     | 2021年 | 7月6日   | 雑談、「曜日対抗アニパチ選手権」、「momentbook感想大会」 |
| 32     | 2021年 | 7月13日  | 雑談、「曜日対抗アニパチ選手権」、「カバ特集」 |
| 33     | 2021年 | 7月20日  | 雑談、「曜日対抗アニパチ選手権」、「たい焼き焼いた」 |
| 34     | 2021年 | 7月27日  | 稽古終了後に生配信 |
| 35     | 2021年 | 8月3日   | 稽古終了後に生配信 |
| 36     | 2021年 | 8月10日  | 稽古終了後に生配信 |
| 37     | 2021年 | 8月17日  | 雑談、「曜日対抗アニパチ選手権」 ゲスト：田中宏幸 |
| 38     | 2021年 | 8月24日  | 稽古終了後に生配信 |
| 39     | 2021年 | 8月31日  | 稽古終了後に生配信 |
| 40     | 2021年 | 9月14日  | 雑談、「曜日対抗アニパチ選手権」、「情報解禁直前新曲オレンジについて語る回」 ゲスト：田中宏幸 |
| 41     | 2021年 | 9月19日  | 雑談、「曜日対抗アニパチ選手権スペシャル」、 |
| 42     | 2021年 | 9月26日  | 雑談、「曜日対抗アニパチ選手権」、「突き進め謎解きトレジャーハンター2」 |
| 43     | 2021年 | 9月30日  | 雑談、「曜日対抗アニパチ選手権」、「きむさん卒業スペシャル」 |
| 44     | 2021年 | 10月5日  | 雑談、「曜日対抗アニパチ選手権」、「目指せ合格、May'n大学公開全国入試」 |
| 45     | 2021年 | 10月12日 | 雑談、「曜日対抗アニパチ選手権」、 ゲスト：増田里紅 |
| 46     | 2021年 | 10月19日 | 雑談、「曜日対抗アニパチ選手権」、「祝お誕生日直前前々夜祭」 ゲスト：田中宏幸 ビデオメッセージ：相羽あいな、相良茉優、増田里紅、安斎剛文、亜咲花、鷲崎健、JUVENILE、鈴木このみ、たい焼き土九、青山吉能、大石昌良、TeddyLoid                                                           |
| 47     | 2021年 | 10月12日 | 雑談 ゲスト：MITSU、早川誠一郎 |
| 48     | 2021年 | 11月2日  | 雑談、「世に覇者は一人、北斗神拳伝承者への道」、「お前はもう学んでいる、経絡秘孔の極意」 |
| 49     | 2021年 | 11月19日 | マクロスFライブ終了後から生配信 ゲスト：中島愛 |
| 50     | 2021年 | 11月16日 | 雑談」 |
| 51     | 2021年 | 11月28日 | リリースイベント＠アニメイト宇都宮 終了後から生配信 |
| 52     | 2021年 | 11月30日 | 雑談、「うちの子が一番、オレンジ、シキザクラ、B.H.U、感想を聞かせて」、「祝1周年、アイ・マイ・ミー・マイン・May'n! これまで＆これから」 |
| 53     | 2021年 | 12月9日  | ミュージカル『フィスト•オブ・ノーススター〜北斗の拳〜』初日公演終了後から生配信 ゲスト：梶山裕三 |
| 54     | 2021年 | 12月14日 | 雑談、「みかんしかかたん、みかんでどこまでいけるのか」 |
| 55     | 2021年 | 12月21日 | 「May'n Xmas」リハーサル終了後から生配信 |
| 56     | 2021年 | 12月29日 | 雑談、「ゆくめいん、くるめいん、打っちゃうぞ年越しそば」 |
| 57     | 2022年 | 1月11日  | 雑談、「今年の目標大発表」、 |
| 58     | 2022年 | 1月18日  | 雑談、「祝大千秋楽、ありがとうミュージカル北斗の拳」 ボイスメッセージ：平原綾香、声のみ出演：川口竜也 |
| 59     | 2022年 | 1月25日  | 雑談、「頑張れ受験生、May'nも一緒にセンター試験」 |
| 60     | 2022年 | 2月1日   | 雑談、「年に一度の一大イベント、May'nと一緒に節分前前夜祭」 |
| 61     | 2022年 | 2月8日   | 雑談、「節分副作用2月番組企画をみんなで考え決めてみ鯛」 |
| 62     | 2022年 | 2月15日  | 雑談、「ついにこの時が、アイ・マイ・ミー・マイン・May'n! テーマソング作り」 |
| 63     | 2022年 | 2月22日  | 雑談、「みんな宿題やってきた？、テーマソング作り」 |
| 64     | 2022年 | 3月1日   | 雑談、「あなたのおすすめ教えてちょ、秘密のケンミンショー」 |
| 65     | 2022年 | 3月8日   | 雑談、「未だ間に合うよね偉い人、全国ツアー Laugh&Peace 緊急グッズ会議」 ゲスト：グッズ担当スタッフ |
| 66     | 2022年 | 3月15日  | 雑談、「祝完走、「Hang jam -Billboard Live edition-」打ち上げ変わりの座談会」、「3月15日はサイコーの日、みんなの最高エピソード&最高のライブHang jam振り返りトーク」 |
| 67     | 2022年 | 3月22日  | 雑談、「あなたの背中を後押し、みんな集まれ卒業式」 |
| 68     | 2022年 | 3月29日  | 雑談、「3月29日は最高の肉の日、ローストビーフ作り」 |
| 69     | 2022年 | 4月5日   | 雑談、「祝開幕、蒼の鼓動発売記念、野球盤大会」 |
| 70     | 2022年 | 4月16日  | 雑談、「祝配信リリース。蒼の鼓動特集」、「らふぴご期待コメ大発表」 |
| 71     | 2022年 | 4月19日  | 雑談、「May'n中林のすべらないらふぴ」 |
| 72     | 2022年 | 4月26日  | 雑談、「5月病を吹っ飛ばせ、May'n部長のお悩み相談室」、「あはっててっぺんっ解禁トーク」 |
| 73     | 2022年 | 5月3日   | 雑談、「ゴールデンウイークを楽しもう、レトロゲーム大会」 |
| 74     | 2022年 | 5月10日  | 雑談、「ゴールデンウイークが終わってもまだまだ遊ぶよ、カードゲーム大会」 |
| 75     | 2022年 | 5月17日  | 雑談、「祝、お誕生日、私の一押し溝脇選手を勝手にもうプッシュ」, 「爆笑、オリ特ビジュアル解禁祭」 |
| 76     | 2022年 | 5月24日  | 雑談、「今夜決定、No.1 カップMay'n」 |
| 77     | 2022年 | 5月31日  | 雑談、「あはっててっぺんっ」MV撮影現場から生配信〜 |
| 78     | 2022年 | 6月7日   | 雑談、「祝、デビュー17周年。17種類の食材で夏野菜カレー作り」 |
| 79     | 2022年 | 6月14日  | 雑談、「和菓子の日にちなんで鬼饅頭作り」 |
| 80     | 2022年 | 6月21日  | 雑談、「祝放送80回。80個のてるてる坊主で梅雨を吹っ飛ばせ」 |
| 81     | 2022年 | 6月28日  | 雑談、「6月最終週、ジューンブライド企画。あなたが言われたい告白シチュエーションを募集」 |
| 82     | 2022年 | 7月5日   | 雑談、「オリジナルそうめんレシピありがとう。そーMay'nの回」、「七夕直前、みんなのお願い事を織姫ひMay'nに託そう」 |
| 83     | 2022年 | 7月12日  | 雑談、「目指せストライク、始球式の練習をしよう」 |
| 84     | 2022年 | 7月24日  | 雑談、「本日は幽霊の日。恨めしやーホラーゲーム回」 |
| 85     | 2022年 | 7月30日  | May’n Concert Tour 2022「Laugh&Peace」大阪公演終演後から生配信 ゲスト：田口慎二、早川誠一郎、May'nダンサーズ(MITSU、メシック・トラビス) |
| 86     | 2022年 | 8月2日   | 雑談、「今夜決定、May'nのNo.1はこれだ。袋ポテチ選手権」 |
| 87     | 2022年 | 8月9日   | 雑談、「祝大ファイナル！今夜はみんなで一緒に全国ツアー「Laugh&Peace」について語り明かそう」 |
| 88     | 2022年 | 8月16日  | 雑談、「今日はフラゲ日。あはっててっぺんっ発売直前スペシャル」 |
| 89     | 2022年 | 8月23日  | 雑談、「Newシングル、あはっててっぺんっ発売1週間記念スペシャル」、「あはっててっぺんっ収録曲クリエイターの皆さんとテレフォンショッキング」ゲスト：大石昌良(音声のみ）、加藤裕介(音声のみ）、ビデオメッセージ：草野華余子、「Newシングル、あはっててっぺんっあなたの感想直に聞かせて」 |
| 90     | 2022年 | 8月30日  | 雑談、「夜勤事件、第3夜。ラストまで攻略を目指そう」 |
| 91     | 2022年 | 9月6日   | 雑談、「今日こそ完結。夜勤事件」 |
| 92     | 2022年 | 9月13日  | 雑談、「今週は十五夜。白玉団子作り」 |
| 93     | 2022年 | 9月20日  | 雑談、「今夜決定、No.1アイス選手権」 |
| 94     | 2022年 | 9月27日  | 雑談、「祝ミュージカル北斗の拳開幕。なけなしのベーコンを使って明日への希望、種籾ピラフ作り」 |
| 95     | 2022年 | 10月4日  | 雑談、「味覚を研ぎ澄ませ、利き焼き鳥、利きお寿司」 |
| 96     | 2022年 | 10月11日 | 雑談、「アタタミュ 振り返り」、「スロー部の公開リハ」 堀内美穂(音声のみ）、石丸さち子(音声のみ）、田口慎二、大坂孝之介、百合香、吉岡満則、早川誠一郎 |
| 97     | 2022年 | 10月18日 | 雑談、「いよいよ今週開催。バースデーらい部THROB」 |
| 98     | 2022年 | 10月25日 | 雑談、「バースデーらい部THROBありがとう振り返り回」 |
| 99     | 2022年 | 11月2日  | 雑談、「今日は鎌倉ロケ。師匠のお店にお邪魔します」 ゲスト：一丁焼き こたろう、みなみん |
| 100    | 2022年 | 11月8日  | 雑談、「祝放送100回記念。アイ・マイ・ミー・マイン・May'n!マニアクイズ大会」 |
| 101    | 2022年 | 11月15日 | 雑談、「今夜はMay'n流オムライス作りに挑戦」 |
| 102    | 2022年 | 11月22日 | 雑談、「前半パートはアイ・マイ・ミー・マイン・May'n！、有料パートはアイ・マイ・ミー・マイン・オカベ！」 |
| 103    | 2022年 | 11月29日 | 雑談、「シンガポール名物、肉骨茶（バックテー）作りに挑戦」 |
| 104    | 2022年 | 12月6日  | 雑談、「ワールドカップ開催中といことでカタール料理を作ろう」 |
| 105    | 2022年 | 12月13日 | 雑談、「帰ってきた人気企画、利きお寿司に挑戦」 |
| 106    | 2022年 | 12月20日 | 雑談、「終演ほやほや、May'n Xmas 打ち上げ放送」 |
| 107    | 2022年 | 12月27日 | 雑談、「年末恒例、年越しそばを作ろう」 |
| 108    | 2023年 | 1月10日  | 雑談、「2023年あけおめいん！香川あん餅雑煮をつくろう！」 |
| 109    | 2023年 | 1月17日  | 雑談、「正月太りをやっつけろ！フィットボクシング 北斗の拳で遊ぼう！」 |
| 110    | 2023年 | 1月24日  | 雑談、「教えてもみ先生！Get Readyを踊ってみよう！」 ゲスト：May'nダンサーズ(もみ) |
| 111    | 2023年 | 1月27日  | 雑談、「あいあいと一緒に新年会」 ゲスト：相羽あいな |
| 112    | 2023年 | 2月7日   | 雑談、「今夜決定、NO.1コンビニチョコ選手権」 |
| 113    | 2023年 | 2月14日  | 雑談、「みんな、いつもありがとう、バレンタメインクッキー作りに挑戦」 |
| 114    | 2023年 | 2月21日  | 雑談、「名古屋飯といえばこれ、あんかけスパを作ろう」 |
| 115    | 2023年 | 2月28日  | 雑談、「ひなまつり先取り企画！中林家のちらし寿司を作ろう」 |
| 116    | 2023年 | 3月7日   | 雑談、「球春到来、WBC開幕に向けて野球クイズ」 |
| 117    | 2023年 | 3月14日  | 雑談、「今週の野球クイズ」、「ホワイトデー当日、May'nを一番ときめかせられるのは誰だ」 |
| 118    | 2023年 | 3月21日  | 雑談、「今週の野球クイズ」、「あなたのネガティブ May'nに聞かせて！」 |
| 119    | 2023年 | 3月28日  | 雑談、「今週の野球クイズ」、「甲子園真っ最中、パワプロ栄冠ナインで遊ぼう」 |
| 120    | 2023年 | 4月4日   | 雑談、「あなたの色々な嘘May'nに聞かせて！」 |
| 121    | 2023年 | 4月11日  | 雑談、「鷲見友美ジェナちゃんと焼き肉パーティー」 ゲスト：鷲見友美ジェナ |
| 122    | 2023年 | 4月18日  | 雑談、「祝初ライブ、UniChØrd、「Abyssmare、ライブNOVA感想聞かせて」 |
| 123    | 2023年 | 4月25日  | 雑談、「常設チャンネルから餃子作りに挑戦」 |
| 124    | 2023年 | 5月2日   | 雑談、「ゴールデンウイークだからバーベキューパーティー」 |
| 125    | 2023年 | 5月9日   | 雑談、「PLAY in the SUN!! 、マチアソビ感想回」 |
| 126    | 2023年 | 5月16日  | 雑談、「GeoGuessrで遊んでみよう」 |
| 127    | 2023年 | 5月23日  | 雑談、「キスの日だから、きすを使った料理作り」 |
| 128    | 2023年 | 6月1日   | 雑談、「祝デビュー18周年お祝いパーティー」 |
| 129    | 2023年 | 6月6日   | 雑談、「続パワプロ栄冠ナイン」 |
| 130    | 2023年 | 6月13日  | 雑談、「和菓子の日にちなんでわらび餅作り」 |
| 131    | 2023年 | 6月20日  | 雑談、「インドネシア料理の定番、ナシゴレン作りに挑戦」 |
| 132    | 2023年 | 6月27日  | 雑談、「GLORY初解禁スペシャル」、「ぷよぷよ eスポーツ」 |
| 133    | 2023年 | 7月4日   | 雑談、「ライアー・ライアー について予習しよう」、「嘘はどっち、オリジナルゲームで遊ぼう」 |
| 134    | 2023年 | 7月11日  | 雑談、「Abyssmare 1stシングル Get into the Abyssmare楽曲解説」 |
| 135    | 2023年 | 7月18日  | 雑談、「謎解きゲーム、雨宿りからの脱出で遊ぼう」 |
| 136    | 2023年 | 7月25日  | 雑談、「みんなのスタミナレシピで夏バテを吹っ飛ばそう」 |
| 137    | 2023年 | 8月1日   | 雑談、「ノスタルジックトレインで夏を感じよう」 |
| 138    | 2023年 | 8月8日   | 雑談、「エリイちゃんと焼き肉パーティー」 ゲスト：山崎エリイ |
| 139    | 2023年 | 8月15日  | 雑談、「GLORYリリックビデオ鑑賞回」、「GLORY歌唱指導」 |
| 140    | 2023年 | 8月22日  | 雑談、「LIES GOES ONな一日」、「友達ならお手の物、以心伝心ゲーム」 ゲスト：JUVENILE |
| 141    | 2023年 | 8月29日  | 雑談、「May'nと一緒にTikTok投稿してみよう」、「最速情報解禁、LIES GOES ONダンスビデオ初公開スペシャル」 |
| 142    | 2023年 | 9月5日   | 雑談、「ゲストをお迎えしてのAbyssmareの一日」相坂優歌、山田美鈴、ビデオメッセージ：鷲見友美ジェナ |
| 143    | 2023年 | 9月12日  | 雑談、「本当の私はどんな人。MBTI診断に挑戦」 |
| 144    | 2023年 | 9月19日  | 雑談、「憧れの芋煮会を開催」 |
| 145    | 2023年 | 9月26日  | 雑談、「ファーミングシミュレーターで収穫の秋」 |
| 146    | 2023年 | 10月3日  | 雑談、「オリジナル月見バーガーを作ってみよう」 |
| 147    | 2023年 | 10月10日 | 雑談、「May'nズ ブートキャンプで体力の秋」 |
| 148    | 2023年 | 10月24日 | 雑談、「お誕生日&バースデーライブ Black and White振り返り回」 |
| 149    | 2023年 | 10月31日 | 雑談、「ハロウィン当日、大好きな鬼コスプレでホラーゲーム」 |
| 150    | 2023年 | 11月7日  | 雑談、「これからやってくれる冬に備えてオリジナル生姜鍋作り」 |
| 151    | 2023年 | 11月14日 | 雑談、「11月14日はイーヨの日、みんなのイーヨエピソードを紹介」 |
| 152    | 2023年 | 11月21日 | 雑談、「アプリゲーム、ぼく、新入社員をやってみよう」 |
| 153    | 2023年 | 11月28日 | 雑談、「簡単本格！シンガポール風チキンライスを作ろう！」 |
| 154    | 2023年 | 12月5日  | 雑談、「No.1抹茶スィーツ選手権」 |
| 155    | 2023年 | 12月12日 | 雑談、「漢字でGo！で遊んでみよう」 |
| 156    | 2023年 | 12月19日 | 雑談、「オリジナルスィーツ、シュークリームたい焼き作り」 |
| 157    | 2023年 | 12月26日 | 雑談、「毎年恒例、年越しそば打ち」 |
| 158    | 2024年 | 1月9日   | 雑談、「あけおめいん、みんなで書初めいん」、 |
| 159    | 2024年 | 1月16日  | 雑談、「美味しい美味しいお餅グラタンを作ろう」 |
| 160    | 2024年 | 1月23日  | 雑談、「加藤裕介さんとお茶会」 ゲスト：加藤裕介 |
| 161    | 2024年 | 1月30日  | 雑談、「Prismverse先行配信リリース直前スペシャル」 |
| 162    | 2024年 | 2月6日   | 雑談、「ツアーPrismverseに向けて盛り上がりポイント解説スペシャル」 |
| 163    | 2024年 | 2月13日  | 雑談、「Donさんと一緒にアルバム収録曲座談会」 ゲスト：D&H(PURPLE NIGHT) |
| 164    | 2024年 | 2月20日  | 雑談、「アルバム、ツアー、Prismverse感想会」 |
| 165    | 2024年 | 2月27日  | 雑談、「今週のPrismverse通信」、「Prismverse ツアーの中打ち上げ放送」 |
| 166    | 2024年 | 3月5日   | 雑談、「今週のPrismverse通信」、「台北公演に向けてオリジナル肉まん作り」 |
| 167    | 2024年 | 3月12日  | 雑談、、「今週のPrismverse通信」「華余子さんと一緒にPrismverseな女子会」 ゲスト：草野華余子 |
| 168    | 2024年 | 3月19日  | 雑談、「今週のPrismverse通信」、「韓国公演に向けてニラチヂミ作り」 助っ人MC：早川誠一郎 |
| 169    | 2024年 | 3月26日  | 雑談、「今週のPrismverse通信」、「2024シーズン開幕目前、パワプロ監督モードで遊ぼう」 |
| 170    | 2024年 | 4月2日   | 雑談、「今週のPrismverse通信」、「上海広州公演に向けて麻婆豆腐作り」 助っ人MC：May'nダンサーズ(MITSU) |
| 171    | 2024年 | 4月9日   | 雑談、「お話」 |
| 172    | 2024年 | 4月16日  | 雑談、「今週のPrismverse通信」、「ツアーファイナルに向けてMay'nズ ブートキャンプ」 |
| 173    | 2024年 | 4月23日  | 雑談、「前公演ありがとう。大Prismverse通信」 |
| 174    | 2024年 | 4月30日  | 雑談、、「まゆしぃと焼き肉パーティー」 ゲスト：吉岡茉祐 |
| 175    | 2024年 | 5月7日   | 雑談、「こどもの日企画。なぜなぜ期May'nに色々教えて」 |
| 176    | 2024年 | 5月14日  | 雑談、「分量なんて関係ない？お菓子作りに挑戦」 |
| 177    | 2024年 | 5月21日  | 雑談、、「華余子さんと一緒に女子会Part2」 ゲスト：草野華余子 |
| 178    | 2024年 | 5月28日  | 雑談、「これまでの歴史を振り返ろう。アイ・マイ・ミー・マイン・May'n!名場面集」 |